# 땅강아지속
땅강아지속(Gryllotalpa)은 땅강아지과에 딸린 속으로 7종이 있다.
- 아프리카땅강아지(Gryllotalpa africana, African Mole Cricket) - 아프리카와 아시아.
- 호주땅강아지(Gryllotalpa brachyptera, ) - 오스트레일리아
- 서양땅강아지(Gryllotalpa cultriger, Western Mole Cricket) - 멕시코
- 유럽땅강아지(Gryllotalpa gryllotalpa, European Mole Cricket) - 유럽
- 왕땅강아지(Gryllotalpa major, Giant Mole Cricket) - 미국
- 어두운밤땅강아지(Gryllotalpa monanka, Dark night mole cricket) 미국, 오스트레일리아
- (동양)땅강아지(Gryllotalpa orientalis, Oriental mole cricket) - 아시아, 한국 서식종